# Alchemy

Alchemy 處理器是一款來自 Raza Microelectronics 的低功耗處理器，使用 MIPS架構指令集。該處理器無法相容於X86架構軟體。
這系列的處理器原本是由 AMD 生產製造，但 AMD 已於2006年7月7日把 Alchemy 賣給 Raza Microelectronics 。

## 外部連結
- Alchemy 的官方網站（页面存档备份，存于） 於 Raza Microelectronics 網頁內
- AMD Alchemy processor family（页面存档备份，存于）